# Pöchlarn
Pöchlarn is een gemeente in de Oostenrijkse deelstaat Neder-Oostenrijk, gelegen in het district Melk (ME). De gemeente heeft ongeveer 3900 inwoners (2015). De gemeente omvat de kadastrale gemeentes Brunn, Ornding, Pöchlarn, Rampersdorf, Röhrapoint en Wörth.

## Geografie
Pöchlarn heeft een oppervlakte van 17,95km². Het ligt in het centrum van het land, ten westen van de hoofdstad Wenen.

## Bezienswaardigheid
Het Kokoschka-Haus is het geboortehuis van de expressionistische kunstschilder Oskar Kokoschka. Het herbergt een documentatiecentrum over het werk van de kunstenaar. Ieder jaar wordt er een zomertentoonstelling georganiseerd die gewijd is aan een specifiek aspect van het leven en werk (inzonderheid grafisch werk) van Kokoschka. Er wordt ook een verzameling grafisch werk, foto's ander bronnenmateriaal uitgebouwd.

## Geboren in Pöchlarn
- Oskar Kokoschka (1886-1980), schilder, graficus en schrijver

Artstetten-Pöbring · Bergland · Bischofstetten · Blindenmarkt · Dorfstetten · Dunkelsteinerwald · Emmersdorf an der Donau · Erlauf · Golling an der Erlauf · Hofamt Priel · Hürm · Kilb · Kirnberg an der Mank · Klein-Pöchlarn · Krummnußbaum · Leiben · Loosdorf · Mank · Marbach an der Donau · Maria Taferl · Melk · Münichreith-Laimbach · Neumarkt an der Ybbs · Nöchling · Persenbeug-Gottsdorf · Petzenkirchen · Pöchlarn · Pöggstall · Raxendorf · Ruprechtshofen · Schollach · Sankt Leonhard am Forst · Sankt Martin-Karlsbach · Sankt Oswald · Schönbühel-Aggsbach · Texingtal · Weiten · Ybbs an der Donau · Yspertal · Zelking-Matzleinsdorf
- Gemeinsame Normdatei: 4115820-9
- Library of Congress Control Number: n82071805
- Nationale Bibliotheek van Israël: 987007534123005171
- Virtual International Authority File: 150749718
- WorldCat: E39PBJx8Cwv4WGht69txhwXTpP